# Шилоклювые медососы
Шилоклювые медососы (лат. Acanthorhynchus) — род воробьиных птиц из семейства медососовых. Оба вида этого рода распространены в Австралии; один вид с запада, а второй с востока. Живут в лесах, садах.
Длина тела составляет около 15 см, клюв длинный. Птицы окрашены в чёрный, белый и каштановый цвета.
Питаются нектаром и насекомыми.

## Ареал
Шилоклювые медососы обитают на юге и на востоке Австралии. Предпочитают вересковые пустоши и вудленд.

## Систематика
В 1975 году австралийский орнитолог Ричард Шодд поместил роды мелких птиц (Ptiloprora, Phylidonyris, Acanthorhynchus, Certhionyx, Conopophila, Lichmera) в одну ветвь эволюции медососов. Некоторые особенности строения черепа у шилоклювых медососов схожи с представителями родов Myzomela и Certhionyx. Исследования ДНК показали, что этот род является сестринским по отношению ко всему остальному семейству.

### Классификация
Международный союз орнитологов относит к роду 2 вида:
- Acanthorhynchus superciliosus Gould, 1837 — Западный шилоклювый медосос
- Acanthorhynchus tenuirostris (Latham, 1801) — Восточный шилоклювый медосос

По-видимому, в прошлом оба вида были объединены в надвид (superspecies). Несмотря на то, что морфологические характеристики и оперение этих видов схожи, у них довольно заметные отличия на молекулярном уровне. Учёные предположили, что разделение произошло несколько миллионов лет назад.